# Tyflomapa
Tyflomapa (także: mapa dotykowa, mapa wypukła, mapa brajlowska, mapa tyflograficzna, tyfloplan; od gr. typhlos – ślepy, niewidomy) – mapa czytana za pomocą zmysłu dotyku lub w ograniczonym stopniu (częściowo) wzrokiem, przeznaczona dla osób niewidomych lub słabowidzących. Stanowi rodzaj tyflografiki.

## Historia
Początkowo tyflomapy były wykonywane ręcznie przez nauczycieli z gipsu, drewna, czy blachy. Charakteryzowały się brakiem podstaw matematycznych, odpowiedniej skali, relacji pomiędzy elementami oraz innymi wadami. Postęp w tym zakresie przyniosła technika odciskania w mokrym papierze i kartonie, jednak mapy wykonane w ten sposób szybko się zużywały. Dopiero po II wojnie światowej pojawiły się nowe technologie i materiały, w tym przede wszystkim trwałe tworzywa sztuczne. Pierwszą polską seryjnie produkowaną tyflomapą była wydana w 1957 mapa ceratowa Polski w skali 1:1 700 000. Jej wytwórcą była Spółdzielnia Niewidomych w Krakowie. W 1983 Główny Urząd Geodezji i Kartografii we współpracy z Polskim Związkiem Niewidomych zadecydował o sformowaniu zespołu ekspertów, którzy mieli się zająć procesem powstawania serii map dla osób niewidomych. Mapy redagował kartograf Janusz Łopatto, a wydawano je w technice termiczno-próżniowej. Pierwszy zamysł wydania szkolnego Atlasu Geograficznego Polski narodził się w 2003. Obecnie tyflomapy wytwarza się metodami termoformowania plastiku, sitodrukiem wypukłym, a także wydrukiem 3D.  Duża rozbieżność w możliwościach percepcyjnych odbiorców oraz występowanie różnych metod wytwarzania map dla osób z wadami wzroku sprawiają, że trudne jest utworzenie jednolitych standardów w tym zakresie. Niektóre kraje, między innymi Australia, Japonia i Brazylia, prowadzą, mimo tych utrudnień, prace mające na celu ujednolicenie i standaryzację tyflomap.

## Tworzenie
Proces tworzenia tyflomapy jest skomplikowany i wymaga zaangażowania interdyscyplinarnej grupy specjalistów: tyflokartografów i tyflografików, osób zajmujących się drukiem wypukłym, tyfloinformatyków, a także dźwiękowców i tyfloakustyków, jeśli tworzona jest mapa multimedialna. Dla map szkolnych istnieje również potrzeba zaangażowania tyflopedagoga, nauczyciela orientacji przestrzennej (perypatologa) i geografii. W badaniach dotyczących użyteczności poszczególnych map udział biorą sami odbiorcy, tj. osoby z dysfunkcją wzroku.

## Cechy użytkowe
Tyflomapa winna się charakteryzować następującymi cechami: użyteczność dla osoby niewidomej, funkcjonalność materiałowa i trwałość, dostosowanie do percepcji dotykowej przy zachowaniu skali, siatki kartograficznej, tytułu, legendy i oznaczenia północy, komunikatywność w rozmieszczeniu elementów, brak ostrych krawędzi, nieszkodliwość dla skóry ludzkiej, przyjemność w dotyku, a także relatywnie niski koszt wytworzenia.